# Scogliera dei Rizzi
Scogliera dei Rizzi este o arie protejată (arie specială de conservare — SAC, sit de importanță comunitară — SCI) din Italia întinsă pe o suprafață de 12 ha, integral pe uscat.

## Localizare
Centrul sitului Scogliera dei Rizzi este situat la coordonatele 39°32′17″N 15°54′02″E / 39.538056°N 15.900556°E.

## Înființare
Situl Scogliera dei Rizzi a fost declarat sit de importanță comunitară în septembrie 1995 pentru a proteja 1 specie de plante și 14 specii de animale. Situl a fost protejat și ca arie specială de conservare în iunie 2017.

## Biodiversitate
Situată în ecoregiunea mediteraneană, aria protejată conține 6 habitate naturale: Faleze cu vegetație de Limonium spp. endemic de pe coastele mediteraneene, Pseudostepă cu ierburi și specii anuale de Thero-Brachypodietea, Matorral arborescenți cu Juniperus spp., Vegetație anuală la limita mareei, Tufărișuri termo-mediteraneene și de pre-deșert, Formațiuni scunde de Euphorbia în apropierea falezelor.
La baza desemnării sitului se află mai multe specii protejate:
- plante (1): Dianthus rupicola
- păsări (14): sticlete (Carduelis carduelis), Cettia cetti, florinte (Chloris chloris), Corvus monedula, lăstun de casă (Delichon urbicum), șoim călător (Falco peregrinus), vânturel roșu (Falco tinnunculus), Larus michahellis, mierlă albastră (Monticola solitarius), codobatură galbenă (Motacilla alba), Ptyonoprogne rupestris, guguștiuc (Streptopelia decaocto), silvie mediteraneană (Sylvia melanocephala), Tachymarptis melba

Pe lângă speciile protejate, pe teritoriul sitului au mai fost identificate 7 specii de plante.